# Liste der Baudenkmäler in Dürrlauingen
Auf dieser Seite sind die Baudenkmäler in der schwäbischen Gemeinde Dürrlauingen zusammengestellt. Diese Tabelle ist eine Teilliste der Liste der Baudenkmäler in Bayern. Grundlage ist die Bayerische Denkmalliste, die auf Basis des Bayerischen Denkmalschutzgesetzes vom 1. Oktober 1973 erstmals erstellt wurde und seither durch das Bayerische Landesamt für Denkmalpflege geführt wird. Die folgenden Angaben ersetzen nicht die rechtsverbindliche Auskunft der Denkmalschutzbehörde.

## Baudenkmäler nach Ortsteilen

### Dürrlauingen
| Lage                                                    | Objekt                                        | Beschreibung                                                          | Akten-Nr.             | Bild |
| ------------------------------------------------------- | --------------------------------------------- | --------------------------------------------------------------------- | --------------------- | --- |
| Bürgermeister-Fendt-Straße 2 (Standort)                 | Katholische Pfarrkirche St. Veit und Nikolaus | barocke Anlage, 1768 von Joseph Bichlmayer errichtet; mit Ausstattung | D-7-74-127-1 Wikidata | weitere Bilder |
| Kirchstraße (an der Südmauer des Friedhofes) (Standort) | Sühnekreuz                                    | Spätmittelalterlich                                                   | D-7-74-127-2 Wikidata | [[Vorlage:Bilderwunsch/code!/C:48.4675,10.43336!/D:Kirchstraße (an der Südmauer des Friedhofes), Sühnekreuz!/\|BW]] |
| Kirchberg (am Südrand des Pfarrwaldes) ()               | Bildstock                                     | 1. Hälfte 19. Jahrhundert                                             | D-7-74-127-6 Wikidata | |

### Mindelaltheim
| Lage                                                  | Objekt                                           | Beschreibung | Akten-Nr.              | Bild           |
| ----------------------------------------------------- | ------------------------------------------------ | --- | ---------------------- | -------------- |
| Am Weinberg 1 (Standort)                              | Katholische Pfarrkirche St. Mauritius            | Errichtet 1712; mit Ausstattung                                                                                              | D-7-74-127-3 Wikidata  | weitere Bilder |
| Dossenbergerstraße 18 (Standort)                      | Pfarrhof                                         | Satteldachbau mit Putzgliederungen, 1864                                                                                     | D-7-74-127-11 Wikidata | Pfarrhof       |
| Kirchlesweg 1 (Standort)                              | Wallfahrtskirche Heiligkreuz (Unseres Herrn Ruh) | Kapelle von 1604, erweitert 1698 und 1754 durch Joseph Dossenberger zur kreuzförmigen Anlage mit Zwiebeldachreiter ausgebaut | D-7-74-127-4 Wikidata  | weitere Bilder |
| Breiten (an der Straße nach Gundremmingen) (Standort) | Feldkapelle                                      | 18. Jahrhundert, 1867 erweitert                                                                                              | D-7-74-127-5 Wikidata  | weitere Bilder |

### Mönstetten
| Lage                                                    | Objekt                                      | Beschreibung                                                              | Akten-Nr.              | Bild |
| ------------------------------------------------------- | ------------------------------------------- | ------------------------------------------------------------------------- | ---------------------- | --- |
| Sankt-Johannes-Straße 4 (Standort)                      | Katholische Filialkirche St. Johann Baptist | 15. Jahrhundert, erneuert im 17. Jahrhundert, Umbau 1923; mit Ausstattung | D-7-74-127-7 Wikidata  | weitere Bilder |
| Pfahläcker (an der Straße nach Dürrlauingen) (Standort) | Sühnekreuz                                  | spätmittelalterlich                                                       | D-7-74-127-10 Wikidata | [[Vorlage:Bilderwunsch/code!/C:48.470674,10.439544!/D:Pfahläcker (an der Straße nach Dürrlauingen), Sühnekreuz!/\|BW]] |
| (Lage unbekannt) ()                                     | Feldkapelle                                 | 19./20. Jahrhundert                                                       | D-7-74-127-9 Wikidata  | |